# Dinaraea borealis
Dinaraea borealis är en skalbaggsart som beskrevs av Lohse in Lohse, Klimaszewski och Ales Smetana 1990. Dinaraea borealis ingår i släktet Dinaraea och familjen kortvingar. Inga underarter finns listade i Catalogue of Life.